# Kitanola uncula
Kitanola uncula  (лат.) (слизневидка цепкая) — вид бабочек рода Kitanola из семейства слизневидок (Limacodidae). Дальний Восток России (юг Хабаровского края, Приморье, южный Сахалин, Кунашир), Корея, Япония.

## Описание
Мелкие бабочки с широкими крыльями и коренастым телом, желтовато-коричневые. Размах крыльев 15 — 18 мм. Глазки и хоботок бабочек редуцированы. Лабиальные щупики хорошо развиты, 3-члениковые. Грудные ноги сильно уменьшены, брюшные полностью редуцированы. Лёт бабочек с июня по август. Вид был впервые описан в 1887 году немецким лепидоптерологом Отто Штаудингером (Otto Staudinger; 1830—1900) под первоначальным названием Heterogenea uncula Staudinger, 1887.